# 肇源县
肇源县，原名后郭尔罗斯，是黑龙江省大庆市下辖县。位于黑龙江省西南部，北部与大同区、肇州县接壤，西北与杜尔伯特蒙古族自治县相接，东与绥化市为邻，南隔松花江与吉林省相望。是金太祖“肇基王绩”之地。

## 行政区划
肇源县下辖8个镇、5个乡、3个民族乡：
肇源镇、三站镇、二站镇、茂兴镇、古龙镇、新站镇、头台镇、古恰镇、福兴乡、薄荷台乡、和平乡、超等蒙古族乡、民意乡、义顺蒙古族乡、浩德蒙古族乡、大兴乡、肇源农场、种畜场、新立良种繁育场、立陡山良种场、果树示范场、经济作物示范场和茂兴湖水产养殖场。

## 人口
根據第七次人口普查數據，截至2020年11月1日零時，肇源縣常住人口為330340人。

## 交通
- 203国道过境。